# Природа будды
Природа будды (санскр. बुद्धधातु, IAST: Buddha-dhātu, кит. упр. 佛性, пиньинь fó xìng, буддха-дхату) — одна из важнейших буддийских доктрин, в основном характерная для махаянских школ, и особенно для школ дальневосточного буддизма. В махаянских школах природа будды отождествляется с таковостью и характеризуется в качестве «подлинной, неизменной и вечной природы всех существ». Считается, что у обычных существ природа будды временно загрязнена клешами, создающими страдание и другие иллюзии сансары.
Природа будды, согласно буддийской доктрине, обусловливает возможность объекта или существа (саттва) достигать состояния буддовости, просветления. Она имеет смысл только для существ и объектов, обладающих сознанием, а в соответствии с более конкретным определением — способных испытывать страдания. Философия буддизма считает природу будды, присущую существам, имманентной, изначальной, несозданной и неразрушаемой; в сущности, она является нирваной (освобождением), скрытой в потоке сансары (страданий).
Данная доктрина тесно связана с буддийской доктриной Так Приходящего (Татхагатагарбха), опирающуюся на понятие Дхармадхату (санскр. धर्मधात), непреходящего основания всех вещей и явлений.
Эти «самоподобные» концепции не являются ни «я», ни чувствующими существами, ни душой, ни личностью.

## Природа будды в дзэн
Мастера дзэн стремились трансформировать абстрактные вопросы в личные, не отделимые от спрашивающего. Когда ученик задавал вопрос «Что такое природа будды или реальность?», дзэнский мастер часто задавал ответный вопрос «Кто ты?» или «Откуда у тебя появился этот вопрос?». В некоторых случаях мастер говорил имя ученика, ученик отвечал «да», после этого мастер, выждав некоторое время, спрашивал: «Понимаешь?».
Известным дзэнским коаном считается коан «Что такое природа будды — одинокая сосна в саду».
Дзэнский наставник Дзэнкэй Сибаяма приводит традиционный пример, в котором природа будды сравнивается с зеркалом, и указывает, что ум, подобный зеркалу, отличается непривязанностью, состоянием не-сознания, незапятнанностью, прозрачностью, честностью, беспристрастностью, неразличаемостью и отсутствием самосознания:

Зеркало не обладает никаким эго и у него нет ума. Если к нему подносят цветок, оно отражает цветок; если к нему приближается птица, оно отражает птицу. Оно показывает прекрасный объект как прекрасный, а безобразный — как безобразный. Все предстает в нем так, как есть на самом деле. Зеркало не имеет признаков различающего ума или самосознания. Если что-нибудь оказывается перед ним, оно просто его отражает; если что-нибудь исчезает, зеркало просто не препятствует этому. Хочется зеркалу этого или нет, никаких следов на нем не остается. <…>
Кроме того, перед зеркалом все равны. Оно не делает различий между богатым и бедным, не наделяет богатого или знатного прекрасной внешностью из-за его исключительности и в то же время не представляет бедного каким-либо уродцем. Мужчины и женщины, старики и дети — ко всем зеркало относится одинаково. Для него большая гора равна маленькому камешку, алмаз — осколку стекла. Все равно всему.

В то же время Сибаяма отмечал, что хотя зеркало является хорошим примером, но зеркало в отличие от человека не может пробудиться.

### «Отрицание» природы будды
Чаньский наставник Чжаочжоу в известном коане Му (Мумонкан, гл.1) отрицал, что собака обладает природой будды, однако его ответ нельзя трактовать однозначно.